# Programme d'éradication du charançon du cotonnier
Le programme d'éradication du charançon du cotonnier (Boll Weevil Eradication Program) est un programme parrainé par le département de l'Agriculture des États-Unis (USDA) dont l'objectif est d'éradiquer le charançon du cotonnier dans les  régions cotonnières des États-Unis. C'est l'une des opérations de lutte intégrée contre les ravageurs des cultures parmi les plus réussies au monde. Depuis son lancement dans les années 1970, ce programme a permis aux producteurs de coton de réduire leur utilisation d'insecticides de 40 à 100 %, et d'accroître leurs rendements d'au moins 10 %. À l'automne 2009, l'éradication était achevée dans toutes les régions cotonnières américaines, à l'exception de moins de 500 000 hectares encore sous traitement au Texas.

## Histoire
Depuis sa migration à partir du Mexique à la fin du XIXe siècle, le charançon du cotonnier (ou ver de la capsule du cotonnier) s'est révélé être le ravageur le plus nuisible aux cultures de coton aux États-Unis, et peut-être même le ravageur agricole le plus destructeur des États-Unis. Le coût de ses déprédations des cultures a été estimé à 300 millions de dollars par année.
Les mesures de lutte contre cet insecte ont eu recours à toute une gamme d'insecticides, dont l'arsénate de calcium, le DDT, le toxaphène, l'aldrine, le dieldrine, l'endrine, l'heptachlore, le malathion et le parathion. En 1958, le Conseil national du coton a obtenu le soutien du Congrès des États-Unis pour créer le USDA Boll Weevil Research Lab. (Laboratoire de recherche sur le charançon du coton de l'USDA).

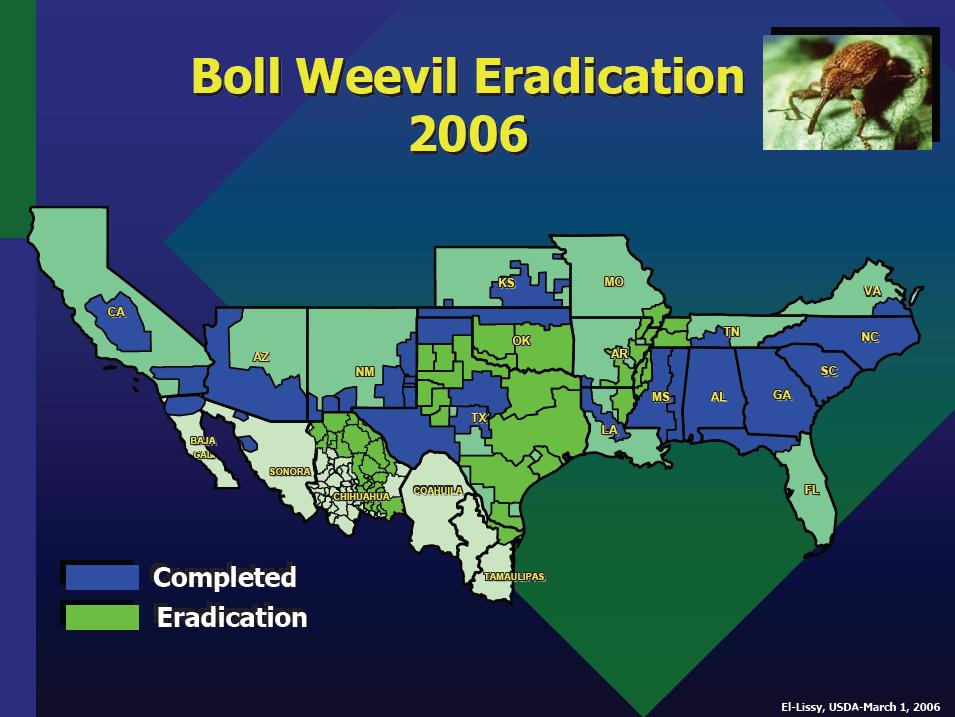
État du programme en 2006.

En 1959, J.R. Brazzel et L.D. Newsom ont publié un article soulignant le comportement de dormance hivernale (diapause) du charançon du cotonnier. Brazzel publia les résultats de ses premiers essais de traitement insecticide pour contrôler la diapause en 1959, et constatait que les traitements d'automne à l'aide du parathion méthyl réduisaient de manière significative la population hivernante, surtout lorsqu'il était combiné avec l'enfouissement des tiges par le labour. Des dispositifs de piégeage et de surveillance plus sophistiqués ont été mis au point au cours de la décennie suivante. De nouveaux progrès ont été faits dans les années 1960 quand la phéromone mâle du charançon du cotonnier a été identifiée ; les insectes pouvaient être attirés dans des pièges appâtés avec cette phéromone, ce qui permettait de réduire encore plus leur reproduction et d'améliorer le système de surveillance.
Le premier essai d'éradication à grande échelle a commencé en 1978 dans le sud de la Virginie et dans l'est de la Caroline du Nord. Après un succès initial, l'agence APHIS (Animal et Plant Health Inspection Service) de l'USDA a établi un plan d'éradication. Le coût du programme était partagé entre l'APHIS (30 %) et les producteurs (70 %). Étant donné que le charançon peut parcourir de longues distances rapidement, il était important de mettre en œuvre le programme sur une base régionale. L'expansion du programme nécessitait que les producteurs de coton concernés l'approuvent par référendum avec une majorité d'au moins les deux tiers. Certains États ont adopté des lois pour aider les producteurs à payer leur part des coûts du programme.
Le programme a été étendu dans le sud-est et le sud-ouest des États-Unis dans les années 1980.
L'éradication est désormais achevée dans tous les États producteurs de coton, sauf le Texas, où des problèmes le long de la frontière mexicaine ont bloqué le programme à cet endroit. L'éradication n'était pas encore achevée au Texas en 2012.

## Technique d'intervention
Le Service d'inspection de la santé animale et végétale (APHIS, Animal and Plant Health Inspection Service) de l'USDA  fournit un appui technique et un financement limité par des fonds fédéraux.
Les services du département de l'Agriculture des États-Unis (USDA, ministère) ont établi le cadre réglementaire et d'autres services de l'USDA (Cooperative State Research, Education, and Extension Service), ont aidé à la diffusion de renseignements sur le programme.
Trois techniques principales ont été employées sur une période de 3 à 5 ans : les pièges à phéromones pour la détection, des pratiques culturales pour réduire les sources d'alimentation du charançon, et les traitements à l'aide de malathion.
Pendant la première année, les applications de malathion sont réalisées tous les cinq à sept jours à compter de la fin de l'été. La fréquence est réduite à une application tous les 10 jours pendant la dernière partie de la saison de croissance jusqu'aux premières gelées. Les tiges des cotonniers sont déchiquetées et enfouies dans le sol par le labour pour éviter qu'elles ne servent d'abri hivernal au charançon. Au cours des années 2 à 5, la pulvérisation automatique est complétée par un programme de piégeage intensif (un piège pour 1 à 2 hectares), et les applications de malathion sont effectuées uniquement dans les parcelles où des charançons sont détectés. Cette phase commence à la fin du printemps et se poursuit jusqu'à la première gelée meurtrière. La phase finale du programme implique un suivi et un piégeage à une densité d'un piège pour quatre hectares, avec pulvérisations localisées selon les besoins. Le programme est devenu plus sophistiqué au cours des dernières années, avec le recours au GPS à des techniques de cartographie et à des lecteurs de code-barres qui transmettent des données de piégeage de manière électronique.
Dans certaines régions, le programme a été renforcé par l'expansion de la fourmi de feu (Solenopsis invicta), qui attaque les larves et les pupes du charançon du cotonnier

## Résultats
À une certaine époque, les producteurs de coton appliquaient plus de 41 % de tous les insecticides à usage agricole aux États-Unis ; ils en pulvérisaient régulièrement sur les champs de cotonniers jusqu'à 15 fois par saison. En revanche, grâce à ce programme, seulement deux applications étaient faites dès la troisième année, et ce nombre peut être réduit à près de zéro lorsque le programme national sera terminé.
Le ratio avantages-coûts est estimé par l'USDA à 12 / 1, et la recherche qui a permis de bâtir le programme sera utilisée dans d'autres projets. Le programme peut être utilisé comme un modèle pour la lutte contre l'infestation des Grands Lacs par la lamproie marine.
Les avantages écologiques du programme sont multiples ; outre la réduction de l'usage des insecticides aux États-Unis, la fumigation à l'aide de bromure de méthyle des balles de coton exportées a également été considérablement réduite.
La moindre application d'insecticides permet à d'autres insectes de survivre, y compris les prédateurs naturels du charançon